# 기쿠치 겐타
기쿠치 겐타(일본어: 菊地 健太, 2000년 5월 28일~)는 일본의 축구 선수이다.

## 구단 경력
그는 2023년 J2리그의 더스파구사쓰 군마(더스파 군마)에 입단했다. 2024년후 J3리그에 강등했다.